# 鳥取県立鳥取産業体育館
鳥取県立鳥取産業体育館（とっとりけんりつとっとりさんぎょうたいいくかん）は、鳥取県鳥取市に所在する体育館及び多目的ホールである。

## 概要
1981年竣工。
2006年より鳥取県スポーツ協会が指定管理者として管理運営に当たっている。

## 施設
- 大体育館
  - 1,857.18m2
  - 観客席1,940人
  - バスケットボール2面、バレーボール3面、バドミントン12面、卓球20台、ハンドボール1面、テニス3面
- 小体育館
  - 481.29m2
  - バスケットボール1面、バレーボール1面、バドミントン3面、卓球8台、テニス1面

## 主なイベント
- わかとり国体バスケットボール競技
- Bリーグ・島根スサノオマジックのホームゲームにも使用されている。
- 2014年8月17日には県内初のプロボクシング興行が開かれた[3][リンク切れ]。
- また、不定期ではあるが、新日本プロレスの興行も行われている。

## 交通
- JR「鳥取駅」下車南口より徒歩7分